# Пливачево
Пливачево (пол. Pływaczewo) — село в Польщі, у гміні Ринськ Вомбжезького повіту Куявсько-Поморського воєводства.
Населення — 460 осіб (2011).
У 1975-1998 роках село належало до Торунського воєводства.

## Демографія
Демографічна структура станом на 31 березня 2011 року:
|          | Загалом | Допрацездатний вік | Працездатний вік | Постпрацездатний вік |
| -------- | ------- | ------------------ | ---------------- | -------------------- |
| Чоловіки | 230     | 57                 | 148              | 25                   |
| Жінки    | 230     | 49                 | 134              | 47                   |
| Разом    | 460     | 106                | 282              | 72                   |